# Neswoja
Neswoja (ukr. Несвоя) – wieś na Ukrainie, w obwodzie czerniowieckim, w rejonie dniestrzańskim, w hromadzie Mamałyha. Miejscowość etnicznie mołdawska.
W 2001 liczyła 1330 mieszkańców, wśród których 63 wskazało jako ojczysty język ukraiński, 2 rosyjski, 1254 mołdawski, a 11 rumuński.